# 巴尔希
巴尔希（Barhi），是印度贾坎德邦哈扎里巴縣的一个城镇。总人口9933（2001年）。

## 人口
该地2001年总人口9933人，其中男性5264人，女性4669人；0—6岁人口1744人，其中男883人，女861人；识字率59.55%，其中男性为69.59%，女性为48.23%。